# Relation de van 't Hoff
La relation de van 't Hoff est une équation thermodynamique reliant la variation de la constante d'équilibre d'une réaction chimique en fonction de la température à l'énergie mise en jeu lors de cette réaction : enthalpie dans les cas isobares et énergie interne dans les cas isochores. Elle tire son nom du chimiste et physicien néerlandais Jacobus Henricus van 't Hoff.

## Relation isobare
On donne le nom d'isobare de van 't Hoff à la formule suivante :
| Isobare de van 't Hoff : {\displaystyle {\mathrm {d} \ln K \over \mathrm {d} T}={\Delta _{\mathrm {r} }H^{\circ } \over RT^{2}}} |

que l'on trouve également sous la forme :
avec :
- {\displaystyle T} la température ;
- {\displaystyle K} la constante d'équilibre ;
- {\displaystyle \Delta _{\mathrm {r} }H^{\circ }} l'enthalpie standard de réaction, ou chaleur de réaction à pression constante, à {\displaystyle T} ;
- {\displaystyle R} la constante des gaz parfaits.

Cette relation est utilisée pour étudier les réactions à température {\displaystyle T} et pression {\displaystyle P} constantes.
Démonstration :
L'enthalpie libre standard de réaction {\displaystyle \Delta _{\mathrm {r} }G^{\circ }} est liée à la constante d'équilibre {\displaystyle K} par la relation :
{\displaystyle \Delta _{\mathrm {r} }G^{\circ }=-RT\,\ln K}
En injectant cette relation dans la relation de Gibbs-Helmholtz :
{\displaystyle \left({\partial {G \over T} \over \partial T}\right)_{P}=-{H \over T^{2}}}
on obtient :
{\displaystyle \left({\partial  \over \partial T}{\Delta _{\mathrm {r} }G^{\circ } \over T}\right)_{P}=-R\left({\partial \ln K \over \partial T}\right)_{P}=-{\Delta _{\mathrm {r} }H^{\circ } \over T^{2}}}
Puisque les propriétés dans l'état standard ne dépendent que de la température, la notation « dérivée partielle » {\displaystyle \partial } disparaît car {\displaystyle K} ne dépend que de {\displaystyle T}. On a finalement :
{\displaystyle {\mathrm {d} \ln K \over \mathrm {d} T}={\Delta _{\mathrm {r} }H^{\circ } \over RT^{2}}}

## Relation isochore
On donne le nom d'isochore de van 't Hoff à la formule suivante :
| Isochore de van ' t Hoff : {\displaystyle {\mathrm {d} \ln K \over \mathrm {d} T}={\Delta _{\mathrm {r} }U^{\circ } \over RT^{2}}} |

que l'on trouve également sous la forme :
avec :
- {\displaystyle T} la température ;
- {\displaystyle K} la constante d'équilibre ;
- {\displaystyle \Delta _{\mathrm {r} }U^{\circ }} l'énergie interne standard de réaction, ou chaleur de réaction à volume constant, à {\displaystyle T} ;
- {\displaystyle R} la constante des gaz parfaits.

Cette relation est utilisée pour étudier les réactions à température {\displaystyle T} et volume {\displaystyle V} constants.